# I promessi sposi (film 1908)
I promessi sposi è un cortometraggio italiano del 1908 diretto da Mario Morais.

## Trama
Il film, tratto dall'omonimo romanzo di Manzoni, ripercorre in breve le vicende avventurose e drammatiche dei popolani Renzo Tramaglino e Lucia Mondella, entrambi innamorati ma ostacolati dalla perfidia del potente Don Rodrigo.
Il chierico del paese Fra Cristoforo li aiuta e li prega di avere fiducia nella "Divina Provvidenza", così Renzo e Lucia scappano dal borgo: uno va a Milano da un suo cugino e l'altra a Monza in un monastero di suore.
Il destino li farà rincontrare in un lazzaretto di appestati due anni dopo la loro fuga.